# Deerfield (Massachusetts)
Deerfield é uma vila localizada no condado de Franklin no estado estadounidense de Massachusetts. No Censo de 2010 tinha uma população de 5.125 habitantes e uma densidade populacional de 59,15 pessoas por km².

## Geografia
Deerfield encontra-se localizado nas coordenadas 42° 31′ 05″ N, 72° 36′ 47″ O. Segundo o Departamento do Censo dos Estados Unidos, Deerfield tem uma superfície total de 86.65 km², da qual 83.9 km² correspondem a terra firme e (3.17%) 2.75 km² é água.

## Demografia
Segundo o censo de 2010, tinha 5.125 pessoas residindo em Deerfield. A densidade populacional era de 59,15 hab./km². Dos 5.125 habitantes, Deerfield estava composto pelo 94.97% brancos, o 0.8% eram afroamericanos, o 0.06% eram amerindios, o 1.91% eram asiáticos, o 0.02% eram insulares do Pacífico, o 0.49% eram de outras raças e o 1.76% pertenciam a duas ou mais raças. Do total da população o 2.58% eram hispanos ou latinos de qualquer raça.